# Mart Bax
Marten Meile Gerrit Bax (* 1937 in Zutphen) ist ein niederländischer emeritierter Professor für politische Anthropologie an der Freien Universität Amsterdam. Seine Hauptthemen sind anthropologische Methoden und die Entwicklung von Theorien. Er wendete diese Felder überwiegend auf Themen an, die sich mit der Verflechtung der weltlichen und kirchlichen Macht und ihrem gegenseitigen Streben nach Kontrolle über die örtliche Bevölkerung befassen. Später ging er auf die gesellschaftlichen Mechanismen der Fehde und der Blutrache ein.
Bax arbeitete in seiner wissenschaftlichen Karriere an vier Themenfeldern: Irland (1968–1978), Brabant (1973–1989) und Bosnien-Herzegowina (1985–1999, mit vorausgegangener Feldforschung in Serbien 1964). Ihm wurde gravierendes wissenschaftliches Fehlverhalten mit Betrugsabsicht nachgewiesen.

## Untersuchungen zum Pilgerort Medjugorje
In einem Buch von 1995 sowie in zahlreichen Aufsätzen, die unter anderem in der Fachzeitschrift Ethnologia Europaea erschienen, beschäftigt sich Bax mit der Entwicklung des Pilgerortes Međugorje in Bosnien-Herzegowina in den 1980er und 1990er Jahren.
In seinem Buch von 1995 beschreibt Bax unter anderem einen „Kleinen Krieg“, der in Međugorje in den Jahren 1991/1992 parallel zum Beginn des Bosnienkrieges stattgefunden haben soll. Dabei sollen sich drei Großfamilien eine blutige Fehde um das Pilgergeschäft geliefert haben, bei dem über 140 Personen getötet worden und 600 aus dem Ort geflohen sein sollen. Die Glaubwürdigkeit dieses Anschnittes seines Buches wurde im August 2008 in der kroatischen und deutschen Presse in Zweifel gezogen und die Vermutung geäußert, dieser Bericht sei eine Erfindung oder beruhe auf falschen Informationen.

## Betrug und Fälschungen
Nach der Emeritierung von Mart Bax wurden Vorwürfe gegen ihn laut, dass seine wissenschaftlichen Arbeiten zum Teil auf gezielten Fälschungen und Betrug beruhten. Erstmals äußerte der Wissenschaftsjournalist Frank van Kolfschooten in seinem 2012 erschienenen Buch Ontspoorde wetenschap („Entgleiste Wissenschaft“) diesen Vorwurf. In der niederländischen Tageszeitung de Volkskrant erschienen am 13. April 2013 zwei Artikel, in denen Bax gezielter Fälschungen und Ungenauigkeiten bezichtigt wurde.
Im Oktober 2012 kündigte die Freie Universität Amsterdam eine kurzfristig bevorstehende Untersuchung von Betrugsvorwürfen gegen Bax an. Die Kommission veröffentlichte am 9. September 2013 ihren Bericht, in dem sie zum Schluss kam, dass sich Bax schwerwiegendes wissenschaftliches Fehlverhalten mit Betrugsabsicht habe zuschulden kommen lassen.
Die Untersuchung ergab im Einzelnen, dass Bax systematisch eigene Veröffentlichungen wiederholt unter verschiedenen Überschriften, teils ohne, teils mit minimalen Überarbeitungen veröffentlicht hat. Durch diese Selbst-Plagiate legte er eine umfangreiche Publikationsliste vor. Die Kommission kam zum Schluss, dass Bax tatsächlich rund 16 Texte geschrieben hatte. In verschiedenen offiziellen Lebensläufen, Arbeitsberichten und der Datenbank seiner Universität hatte Bax 161 Veröffentlichungen gelistet. Davon ließen sich 92 nachweisen, der Rest war nie veröffentlicht worden. Außerdem hatte Bax Mitgliedschaften in wissenschaftlichen Fachgesellschaften erfunden und unzutreffend behauptet, dass er Berater des Internationalen Strafgerichtshofs für das ehemalige Jugoslawien gewesen sei. In Berichten gab er auch wesentlich mehr Doktoranden an, als Arbeiten bei ihm nachweisbar sind.
Bereits seine Arbeiten zur Geschichte Brabants werden im Abschlussbericht der Untersuchung als fragwürdig eingeschätzt. Wesentliche Teile stützen sich nach seinen Angaben auf ein Schriftstück und einen „Informanten“. Beide Quellen konnte oder wollte er der Überprüfung nicht zur Verfügung stellen. Außerdem hat er entgegen allen wissenschaftlichen Gepflogenheiten zu keinem Zeitpunkt klargestellt, dass er sich nur auf nicht überprüfte und nicht überprüfbare Aussagen stützte, die geschilderten Ereignisse also keineswegs durch ihn oder andere bestätigt waren.
Seine Veröffentlichungen zu Međugorje leiden nach dem Urteil der Prüfberichtes darunter, dass Bax auf die erhobenen Vorwürfe gegen seine Arbeiten nicht innerhalb des wissenschaftlichen Umgangs reagiert habe. Nur bezüglich der Opferzahl hätte er lange nach der Kritik und seiner Pensionierung 2012 eingeräumt, dass er auf fehlerhafte Angaben vertraut hätte und die Zahlen wesentlich geringer wären. Er hatte diese Kenntnisse schon kurz nach den Veröffentlichungen von 1995, hat jedoch nie seine wissenschaftlichen Publikationen korrigiert oder zurückgezogen. Die Prüfer beurteilen dies als „schändliches und unmoralisches Verhalten in der Wissenschaft“.

## Veröffentlichungen (Auswahl)
- Figurational Analysis: A Better Perspective for Networkers. With an Illustration from Ireland. In: Anthropological Quarterly. Band 51, Nr. 4, 1978.
- Religieuze regimes en staatsontwikkeling. Notities voor een figuratie-benadering. In: Amsterdams Sociologisch Tijdschrift. Band 12, Nr. 1, 1985, S. 22–48.
- Medjugorjes kleine oorlog. Barbarisering in een Bosnische bedevaartplaats. In: Amsterdams Sociologisch Tijdschrift. Band 20, Nr. 1, Amsterdam 1993, S. 3–25.
- Medjugorje: Religion, Politics, and Violence in Rural Bosnia (= Anthropological studies VU. Band 16). Vrij Universiteit Uitgeverij, Amsterdam 1995, ISBN 90-5383-384-6.
- Civilization and decivilization in Bosnia. In: Ethnologia Europaea. Band 27:2, 1997.
- Holy Mary and Medjugorje’s Rocketeers. In: Ethnologia Europaea. Band 30:1, 2000.
- Warlords, Priests and the Politics of Ethnic Cleansing: a Case-Study from Rural Bosnia Hercegovina. In: Ethnic and Racial Studies. Band 23, No. 1, Januar 2000, S. 16–36 (dspace.ubvu.vu.nl [PDF; 194 kB]).